# Wells Fargo Arena (Des Moines)
Pour les articles homonymes, voir Wells Fargo Arena.
La Wells Fargo Arena est une salle omnisports située à Des Moines dans l'Iowa.
Sa capacité est de 16 110 places pour le basket-ball, 15 181 pour le hockey sur glace, 15 175 pour le football américain en salle, 13 320 pour le catch, entre 16 285 et 17 170 places pour les concerts et elle peut être aussi configurée pour le théâtre avec 4 000 places. La salle dispose de 600 sièges de club, 36 suites de luxe et 20 loge boxes.

## Événements
- Tony Hawk's Boom-Boom Huck Jam, 14 juillet 2005
- Concert Tom Petty et The Black Crowes, 18 juillet 2005